# تشونتا أراغونيزيستا
تشونتا أراغونيزيستا هو حزب سياسي في أراغون (إسبانيا)، متأثر بالاشتراكية البيئية والعملية السلمية. تدافع تشونتا عن دولة فيدرالية، وموارد مالية أكبر لأراغون، وحماية البيئة والموارد المائية في وادي إيبرو. يشجع على استخدام اللغة الأراغونية.

## المنظمة
الجمعية الوطنية هي أعلى جهاز تمثيلي واتخاذ قرار في تشونتا. وهي تضع السياسات والبرامج والمبادئ السياسية وتختار أعضاء دعاوى المايا وأعضاء اللجنة الوطنية ورئيس تشونتا.

## التاريخ
في الانتخابات البرلمانية لعامي 2000 و2004 فازت تشونتا بنسبة 0.4٪ من الأصوات ومقعد واحد لخوسيه أنطونيو لابورديتا، وهو مغني شعبي في دائرة سرقسطة الانتخابية. فقدت مقعدها في عام 2008 بعد تقاعد لابورديتا من المؤتمر. في انتخابات 2011 استعاد المقعد كجزء من تحالف انتخابي مع اليسار المتحد.
كانت تشونتا أراغونيسيستا عضوًا في التحالف الأوروبي الحر والتحالف الأوروبي وأوروبا للشعوب حتى عام 2018.
خوسيه لويس سورو هو الرئيس منذ فبراير 2012.
في عام 2005 شن الحزب حملة ضد التصديق على الدستور الأوروبي.